# Río Cobres
El río Cobres (en portugués, rio o ribeira de Cobres) es un río del suroeste de la península ibérica perteneciente a la cuenca hidrográfica del Guadiana, que discurre por la región del Alentejo, en Portugal. Este curso de agua también es conocido por ribeira de Cobres, ribeira de Terges e incluso ribeira de Terges y Cobres. 

## Curso
El Cobres nace al sur del municipio de Almodôvar y desemboca en la margen derecha del río Guadiana cerca de Pulo do Lobo. Tiene una cuenca hidrográfica de unos 1150 km² y en su recorrido de 76 km atraviesa los municipios de Almodôvar, Castro Verde, Mértola y Beja y también el parque natural del Valle del Guadiana.
Entre sus afluentes se cuentan la ribeira de Maria Delgada, la ribeira de Terges y el ribeiro de Vale de Matos.

## Fuente
- Esta obra contiene una traducción  derivada de «Rio Cobres» de Wikipedia en portugués, publicada por sus editores bajo la Licencia de documentación libre de GNU y la Licencia Creative Commons Atribución-CompartirIgual 4.0 Internacional.

- Datos: Q4455819
- Multimedia: Ribeira de Cobres / Q4455819